# Elecciones municipales de 2016 en Antofagasta
Las elecciones municipales de Antofagasta de 2016 se realizaron el 23 de octubre de 2016, así como en todo Chile, para elegir a los responsables de la administración local, es decir, de las comunas. En el caso de la capital de la Región de Antofagasta, esta elige a su alcalde y a 10 concejales.

## Definición de candidaturas

### Nueva Mayoría

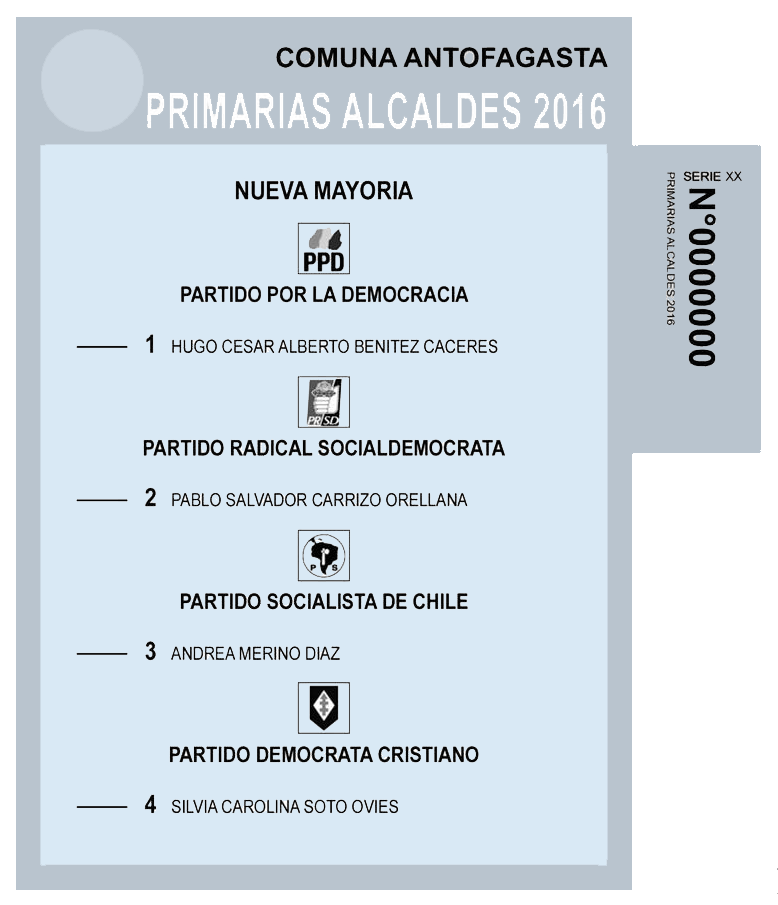
Papeleta de votación utilizada en las primarias de la Nueva Mayoría en Antofagasta.

Al interior del pacto de centro-izquierda, la primera en anunciar su postulación como alcaldesa fue la concejala Andrea Merino (PS) en septiembre de 2015 seguida unas semanas después por el también edil Hugo Benítez, del PPD. En marzo de 2016, Merino fue ratificada por su partido para participar en una primaria para determinar al candidato de la Nueva Mayoría, junto a Benítez y Silvia Soto, CORE del Partido Demócrata Cristiano. Paralelamente a la carrera se sumarían Pablo Carrizo, militante del PRSD, la concejala Elivia Silva por el Partido Comunista y también sectores como el MAS y la Izquierda Cristiana propondrían que el concejal independiente Jaime Araya participara de las primarias.
Sin embargo, con la primera fallida inscripción de la Nueva Mayoría ante el SERVEL en abril de 2016, la realización de primarias en la comuna fue puesta en duda. Eventualmente el conglomerado lograría inscribir sus primarias, incluyendo en Antofagasta, donde se enfrentarían Andrea Merino (PS), Hugo Benítez (PPD), Pablo Carrizo (PRSD) y Silvia Soto (PDC), pero dejando fuera de esta instancia a Jaime Araya luego del rechazo a su nombre por parte del Partido Radical y el senador Alejandro Guillier.
La primaria tuvo lugar el 19 de junio de 2016, y sus resultados fueron los siguientes: 
| #                          | Candidato                       | Partido                    | Votos | %      | Resultado |
| -------------------------- | ------------------------------- | -------------------------- | ----- | ------ | --------- |
| 1.                         | Hugo Alberto Benítez Cáceres    | PPD                        | 792   | 20,10% |           |
| 2.                         | Pablo Salvador Carrizo Orellana | PRSD                       | 545   | 13,83% |           |
| 3.                         | Andrea Merino Díaz              | PSCh                       | 1634  | 41,46% | Nominada  |
| 4.                         | Silvia Carolina Soto Ovies      | PDC                        | 970   | 24,61% |           |
| Votos válidamente emitidos | Votos válidamente emitidos      | Votos válidamente emitidos | 3941  | 88,26% |           |
| Votos nulos                | Votos nulos                     | Votos nulos                | 357   | 8,00%  |           |
| Votos en blanco            | Votos en blanco                 | Votos en blanco            | 167   | 3,74%  |           |
| Total de votos             | Total de votos                  | Total de votos             | 4465  | 100%   |           |
| Fuente: Servel             |                                 |                            |       |        |           |

La ganadora de la primaria Andrea Merino (PS), sería finalmente inscrita como la candidata de la Nueva Mayoría.

### Chile Vamos
En Chile Vamos, nueva coalición de derecha formada por la UDI, RN, Evópoli y el PRI en 2015, se planteó la posibilidad de realizar primarias entre el exdiputado UDI Manuel Rojas Molina, y la actual alcaldesa en ejercicio Karen Rojo, quien antes de ser elegida como independiente en 2012, se había desempeñado brevemente como Secretaria Regional Ministerial (Seremi) de Salud del gobierno de Sebastián Piñera. Pese a algunos tibios acercamientos con el sector, Rojo finalmente descartó participar en una primaria,  y Chile Vamos confirmó a Manuel Rojas como candidato único.

### Cambiemos la Historia
Desde una parte del movimiento político y social #EstePolvoTeMata, Revolución Democrática, el Movimiento Autonomista e independientes, formaron el movimiento político Unidos x Antofagasta. En dicho movimiento, se gestaron una serie de reuniones con el fin de levantar un proyecto político y ciudadano, dispuesto a competir en las próximas elecciones municipales de 2016.
Lo anterior, desencadenó -finalmente- en la candidatura al municipio de Antofagasta del profesor de filosofía, Ricardo Díaz, conocido por ser el vocero y líder del movimiento #EstePolvoTeMata por el pacto Cambiemos la Historia del partido Revolución Democrática, cuya figura más importante es el diputado Giorgio Jackson.
Además, terminó con la conformación de una lista de concejales formada por militantes de Revolución Democrática, el Movimiento Autonomista e independientes de Unidos x Antofagasta, entre los que destacan el vocero y líder del movimiento social "No Más Quemas", Víctor Silva.

### Otros partidos y coaliciones
Luego de rechazar participar en una primaria de Chile Vamos, la actual alcaldesa Karen Rojo inscribió su candidatura a la reelección como independiente ante el Servel el 22 de julio de 2016.
El concejal Jaime Araya, hermano del senador Pedro Araya Guerrero, confirmó en abril de 2016 que lanzaría su candidatura para alcalde de Antofagasta, no descartando participar de una primaria de la Nueva Mayoría. Sin embargo, el rechazo de sectores como el PRSD finalmente lo dejaron fuera de dicho proceso de primarias. De todas maneras, Araya logró reunir las firmas necesarias e inscribió su candidatura en calidad de independiente para las elecciones del 23 de octubre.
A comienzos de 2016, la carrera por llegar al municipio sumó al exalcalde de Antofagasta Daniel Adaro, quien fuera condenado en 2010 por fraude al fisco y quedara inhabilitado por siete años para ejercer cargos públicos. Si bien en un primer momento el Juzgado de Garantía reiteró que su inhabilidad para postularse como alcalde seguía pendiente hasta 2017, dicha decisión fue luego revocada por la Corte de Apelaciones, la cual dictaminó que la inhabilidad ya se había cumplido. El 18 de julio, tras reunir 2014 firmas, Adaro inscribió su candidatura como independiente.
Otros candidatos en competencia son el independiente Eslayne Portilla Barraza, excandidato a alcalde en 2012 y excandidato UDI a diputado en 2013; y Jorge Pérez, ligado a las juntas de vecinos de Antofagasta como representante del Partido Igualdad. El 4 de agosto de 2016, la candidatura de Portilla fue rechazada por el Servicio Electoral debido a que no acreditaba la cantidad mínima de patrocinantes válidos. Ante esto Portilla elevó una reclamación ante el Tribunal Electoral Regional de Antofagasta, la cual también fue rechazada el 16 de agosto. El día siguiente Eslayne Portilla anunció que recurriría al Tribunal Calificador de Elecciones (Tricel) como última instancia para intentar revertir la decisión y poder inscribir su candidatura. Finalmente el 5 de septiembre, el Tricel ratifico la decisión del Servel que rechazaba la candidatura de Portilla por no acreditar las firmas necesarias.

## Candidatos
El 7 de agosto de 2016 el Servicio Electoral publicó las candidaturas aceptadas y rechazadas.

### Alcalde
En definitiva, se inscribieron 8 candidaturas a alcalde.
| Candidatura independiente                                             | Nueva Mayoría                                                          | Nueva Mayoría                                                          | Chile Vamos                                                                 | Chile Vamos                                                                 | Cambiemos la Historia                                              | Cambiemos la Historia                                              | Pueblo Unido      | Pueblo Unido      | Poder Ecologista y Ciudadano                                                 | Poder Ecologista y Ciudadano                                                 | Candidatura independiente                                     | Candidatura independiente                                                                |
| --------------------------------------------------------------------- | ---------------------------------------------------------------------- | ---------------------------------------------------------------------- | --------------------------------------------------------------------------- | --------------------------------------------------------------------------- | ------------------------------------------------------------------ | ------------------------------------------------------------------ | ----------------- | ----------------- | ---------------------------------------------------------------------------- | ---------------------------------------------------------------------------- | ------------------------------------------------------------- | ---------------------------------------------------------------------------------------- |
|                                                                       |                                                                        |                                                                        |                                                                             |                                                                             |                                                                    |                                                                    |                   |                   |                                                                              |                                                                              |                                                               |                                                                                          |
| Karen Rojo                                                            | Andrea Merino                                                          | PS                                                                     | Manuel Rojas                                                                | UDI                                                                         | Ricardo Díaz                                                       | RD                                                                 | Jorge Pérez       | IGUAL             | Jennifer Mundaca                                                             | Ind.                                                                         | Jaime Araya                                                   | Daniel Adaro                                                                             |
| Actual alcaldesa de Antofagasta (2012-2016) Ex Seremi de Salud (2012) | Ganadora primarias Nueva Mayoría Concejala por Antofagasta (2008-2016) | Ganadora primarias Nueva Mayoría Concejala por Antofagasta (2008-2016) | Exdiputado por Antofagasta (1998-2014) Exalcalde de María Elena (1988-1996) | Exdiputado por Antofagasta (1998-2014) Exalcalde de María Elena (1988-1996) | Profesor de filosofía Exvocero del movimiento "Este Polvo Te Mata" | Profesor de filosofía Exvocero del movimiento "Este Polvo Te Mata" | Dirigente vecinal | Dirigente vecinal | Activista e investigadora socio-ambiental Exsecretaria ambiental de la FEUA. | Activista e investigadora socio-ambiental Exsecretaria ambiental de la FEUA. | Concejal por Antofagasta (2008-2016) Exmilitante DC y del PRI | Exalcalde de Antofagasta (2003-2008) Concejal por Antofagasta (1992-2003) Exmilitante DC |

### Concejales
En Antofagasta se eligen 10 concejales.
| B. Nueva Mayoría para Chile - Subpacto PS-Independientes - Partido Socialista - Wilson Díaz - Ángel González - Scarlet López - Cristóbal Orellana - René Ramos - Subpacto PDC-Independientes - Partido Demócrata Cristiano - Gonzalo Dantagnan - Óscar Morales - María Ormazábal - Marisol Illanes - Álvaro Gómez C. Poder Ecologista y Ciudadano - Independientes - Juan Carlos Pérez - Sandra Escalier G. Con la Fuerza del Futuro - Subpacto PRSD-Independientes - Partido Radical Socialdemócrata - Sol Romero - Pablo Carrizo - Juan Antonio Córdova - Independientes - Claudio Díaz - Ignacio Pozo - Raúl Fuentes - Alejandro Manríquez - Subpacto IC-MAS-Independientes - Independientes - Juan Maturana - Paula Sampson - Luis Núñez H. Chile Vamos RN e Independientes - Renovación Nacional - Félix Acori - Luis Aguilera - Nohelia Espinosa - Javier Jofré - Emilio Ugarte - Manuel Zamorano - Katherine Veas - Independientes - Mario Reygadas - José Zavala - Ivanica Ostoic | I. Chile Quiere Amplitud - Amplitud - María Segovia - Rodrigo Riveros - Alfredo Verastegui - Independientes - Juan Carlos Bravo - Arnaldo Pizarro J. Chile Vamos PRI-Evópoli-Independientes - Subpacto PRI-Independientes - Partido Regionalista Independiente - Edith Tapia - Roberto Espinosa - Pedro Gómez - Independientes - Guillermo Acuña - María Soledad Jiménez - Subpacto Evópoli-Independientes - Evolución Política - Guillermo Muñoz - Vladimir Meza - Hugo Navarro - Independientes - Maribel Méndez - Jonathan Velásquez K. Cambiemos la Historia - Revolución Democrática - Víctor Silva - Paola Antileo - Héctor Latorre - Claudia Maureira - Luis Huck - Independientes - Camilo Kong - Blanca Gutiérrez - Jorge Olivos - Carla Espinoza - Alejandro Olguín L. Chile Vamos UDI-Independientes - Unión Demócrata Independiente - Gonzalo Santolaya - Roberto Soto - Angie Astorga - Independientes - Luz Castillo - Guillermo Miranda - Christian Miranda - José Tomás Miranda - Claudia Muñoz - Carlos Jara | M. Pueblo Unido - Subpacto Igualdad para Chile - Partido Igualdad - Jacinto Matte - Independientes - Rubén Santander - Sergio Godoy - Gladys Neira - Minerva Véliz - Andrés Barrionuevo - Eduardo Guevara - Ana Cortés O. Yo Marco por el Cambio - Subpacto PRO-Independientes - Partido Progresista - Silvia Echeverría - Héctor Poblete - Independientes - Ricardo Arias - Emanuel Albornoz - Yancarlos Cortés - Jorge Martínez - Carlos Mundaca - Eduardo Parraguez - Marjorie Poblete - Subpacto FREP-Independientes - Independientes - Carlos Valdés P. Alternativa Democrática - Subpacto Liberales e Independientes - Partido Liberal - Hermann Rodríguez - Néstor Farías - Marcelo Mellado - Subpacto Humanistas e Independientes - Independientes - Adela Pizarro S. Nueva Mayoría por Chile - Subpacto PPD-Independientes - Partido por la Democracia - Cecilia Leiva - Independientes - Doris Navarro - Yusef Mustafá Zuleta - Subpacto PCCH-Independientes - Partido Comunista - Génesis Pizarro - Elivia Silva - Luzvenia Caballero - Sergio Ahumada - Independientes - Juana Rivera Candidatura independiente - Yasna Zúñiga |

## Resultados

### Elección de alcalde
| #                          | Candidato                  | Partido                    | Votos  | %      |
| -------------------------- | -------------------------- | -------------------------- | ------ | ------ |
| 1.                         | Jennifer Mundaca Grez      | Ind.                       | 1441   | 2,24%  |
| 2.                         | Andrea Merino Díaz         | PS                         | 5702   | 8.86%  |
| 3.                         | Manuel Rojas Molina        | UDI                        | 14 275 | 22,19% |
| 4.                         | Ricardo Díaz Cortés        | Ind.                       | 7472   | 11.61% |
| 5.                         | Jorge Pérez Jelves         | Ind.                       | 475    | 0,74%  |
| 6.                         | Daniel Adaro Silva         | Ind.                       | 11 605 | 18.04% |
| 7.                         | Karen Rojo Venegas         | Ind.                       | 18 070 | 28.09% |
| 8.                         | Jaime Araya Guerrero       | Ind.                       | 5293   | 8,23%  |
| Votos válidamente emitidos | Votos válidamente emitidos | Votos válidamente emitidos | 64 333 | 97,49% |
| Total de votos             | Total de votos             | Total de votos             | 65 992 | 100%   |
| Fuente: Servel             |                            |                            |        |        |

### Elección de concejales
| Candidato                     | Pacto                                    | Partido | Votos | %    | Resultado |
| ----------------------------- | ---------------------------------------- | ------- | ----- | ---- | --------- |
| Wilson Díaz Vásquez           | Nueva Mayoría para Chile                 | PS      | 1.562 | 2,69 | Concejal  |
| Ángel González Salvatierra    | Nueva Mayoría para Chile                 | PS      | 623   | 1,07 |           |
| Scarlet López Elgueta         | Nueva Mayoría para Chile                 | PS      | 930   | 1,60 |           |
| Cristóbal Orellana Osorio     | Nueva Mayoría para Chile                 | PS      | 768   | 1,32 |           |
| René Ramos López              | Nueva Mayoría para Chile                 | PS      | 768   | 1,32 |           |
| Gonzalo Dantagnan Mejias      | Nueva Mayoría para Chile                 | PDC     | 1.725 | 2,97 | Concejal  |
| Óscar Morales Nilo            | Nueva Mayoría para Chile                 | PDC     | 351   | 0,61 |           |
| María Ormazábal Ríos          | Nueva Mayoría para Chile                 | PDC     | 519   | 0,89 |           |
| Marisol Illanes Zúñiga        | Nueva Mayoría para Chile                 | PDC     | 509   | 0,88 |           |
| Álvaro Gómez Ahumada          | Nueva Mayoría para Chile                 | PDC     | 455   | 0,78 |           |
| Juan Carlos Pérez Vidal       | Poder Ecologista y Ciudadano             | ILC     | 581   | 1,00 |           |
| Sandra Escalier Parra         | Poder Ecologista y Ciudadano             | ILC     | 976   | 1,68 |           |
| Sol Romero del Villar         | Con la Fuerza del Futuro                 | PRSD    | 688   | 1,19 |           |
| Pablo Carrizo Orellana        | Con la Fuerza del Futuro                 | PRSD    | 914   | 1,58 |           |
| Juan Antonio Córdova Miranda  | Con la Fuerza del Futuro                 | PRSD    | 443   | 0,76 |           |
| Claudio Díaz Castillo         | Con la Fuerza del Futuro                 | ILG     | 384   | 0,66 |           |
| Ignacio Pozo Piña             | Con la Fuerza del Futuro                 | ILG     | 1.140 | 1,97 | Concejal  |
| Raúl Fuentes Howes            | Con la Fuerza del Futuro                 | ILG     | 634   | 1,09 |           |
| Alejandro Manríquez Piccinini | Con la Fuerza del Futuro                 | ILG     | 284   | 0,49 |           |
| Juan Maturana Verón           | Con la Fuerza del Futuro                 | ILG     | 299   | 0,52 |           |
| Paula Sampson Morales         | Con la Fuerza del Futuro                 | ILG     | 265   | 0,46 |           |
| Luis Núñez Artigas            | Con la Fuerza del Futuro                 | ILG     | 140   | 0,24 |           |
| Félix Acori Gómez             | Chile Vamos RN e Independientes          | RN      | 2.201 | 3,80 | Concejal  |
| Luis Aguilera Villegas        | Chile Vamos RN e Independientes          | RN      | 1.077 | 1,86 | Concejal  |
| Nohelia Espinosa Campillay    | Chile Vamos RN e Independientes          | RN      | 394   | 0,68 |           |
| Javier Jofré Galleguillos     | Chile Vamos RN e Independientes          | RN      | 129   | 0,22 |           |
| Emilio Ugarte Silva           | Chile Vamos RN e Independientes          | RN      | 576   | 0,99 |           |
| Manuel Zamorano Robles        | Chile Vamos RN e Independientes          | RN      | 435   | 0,75 |           |
| Katherine Veas Ríos           | Chile Vamos RN e Independientes          | RN      | 420   | 0,72 |           |
| Mario Reygadas Araya          | Chile Vamos RN e Independientes          | ILH     | 231   | 0,40 |           |
| José Zavala Pichun            | Chile Vamos RN e Independientes          | ILH     | 430   | 0,74 |           |
| Ivanica Ostoic Muñoz          | Chile Vamos RN e Independientes          | ILH     | 567   | 0,98 |           |
| María Segovia Rojo            | Chile quiere Amplitud                    | AMPL    | 264   | 0,46 |           |
| Rodrigo Riveros Soto          | Chile quiere Amplitud                    | AMPL    | 511   | 0,88 |           |
| Alfredo Verastegui Bustamante | Chile quiere Amplitud                    | AMPL    | 188   | 0,32 |           |
| Juan Carlos Bravo Arozamena   | Chile quiere Amplitud                    | ILI     | 816   | 1,41 |           |
| Arnaldo Pizarro Sepúlveda     | Chile quiere Amplitud                    | ILI     | 169   | 0,29 |           |
| Edith Tapia                   | Chile Vamos PRI-Evopoli e Independientes | PRI     | 330   | 0,57 |           |
| Roberto Espinosa Fabres       | Chile Vamos PRI-Evopoli e Independientes | PRI     | 151   | 0,26 |           |
| Pedro Gómez Cubillos          | Chile Vamos PRI-Evopoli e Independientes | PRI     | 393   | 0,68 |           |
| Guillermo Acuña               | Chile Vamos PRI-Evopoli e Independientes | ILJ     | 267   | 0,46 |           |
| María Soledad Jiménez Brito   | Chile Vamos PRI-Evopoli e Independientes | ILJ     | 437   | 0,75 |           |
| Guillermo Muñoz Morales       | Chile Vamos PRI-Evopoli e Independientes | Evopoli | 364   | 0,63 |           |
| Vladimir Meza Saavedra        | Chile Vamos PRI-Evopoli e Independientes | Evopoli | 913   | 1,57 |           |
| Hugo Navarro Rojas            | Chile Vamos PRI-Evopoli e Independientes | Evopoli | 342   | 0,59 |           |
| Maribel Méndez Gómez          | Chile Vamos PRI-Evopoli e Independientes | ILJ     | 529   | 0,91 |           |
| Jonathan Velásquez Ramírez    | Chile Vamos PRI-Evopoli e Independientes | ILJ     | 1.940 | 3,35 | Concejal  |
| Víctor Silva Gallardo         | Cambiemos la Historia                    | RD      | 776   | 1,34 |           |
| Paola Antileo Pino            | Cambiemos la Historia                    | RD      | 643   | 1,11 |           |
| Héctor Latorre Villalobos     | Cambiemos la Historia                    | RD      | 374   | 0,64 |           |
| Claudia Maureira Tavilo       | Cambiemos la Historia                    | RD      | 449   | 0,77 |           |
| Luis Huck Vega                | Cambiemos la Historia                    | RD      | 495   | 0,85 |           |
| Camilo Kong Pineda            | Cambiemos la Historia                    | ILK     | 1.573 | 2,71 | Concejal  |
| Blanca Gutiérrez Norambuena   | Cambiemos la Historia                    | ILK     | 351   | 0,61 |           |
| Jorge Olivos Torres           | Cambiemos la Historia                    | ILK     | 534   | 0,92 |           |
| Carla Espinoza Cárdenas       | Cambiemos la Historia                    | ILK     | 205   | 0,35 |           |
| Alejandro Olguín López        | Cambiemos la Historia                    | ILK     | 131   | 0,23 |           |
| Gonzalo Santolaya Goicovic    | Chile Vamos UDI-Independientes           | UDI     | 3.582 | 6,18 | Concejal  |
| Roberto Soto Alballay         | Chile Vamos UDI-Independientes           | UDI     | 965   | 1,66 | Concejal  |
| Angie Astorga Aran            | Chile Vamos UDI-Independientes           | UDI     | 893   | 1,54 |           |
| Luz Castillo Ramírez          | Chile Vamos UDI-Independientes           | ILL     | 830   | 1,43 |           |
| Guillermo Miranda Valencia    | Chile Vamos UDI-Independientes           | ILL     | 842   | 1,45 |           |
| Christian Miranda Díaz        | Chile Vamos UDI-Independientes           | ILL     | 163   | 0,28 |           |
| José Tomás Miranda Gutiérrez  | Chile Vamos UDI-Independientes           | ILL     | 312   | 0,54 |           |
| Claudia Muñoz Echeverría      | Chile Vamos UDI-Independientes           | ILL     | 302   | 0,52 |           |
| Carlos Jara Jara              | Chile Vamos UDI-Independientes           | ILL     | 476   | 0,82 |           |
| Jacinto Matte Contreras       | Pueblo Unido                             | PI      | 177   | 0,31 |           |
| Rubén Santander Araya         | Pueblo Unido                             | ILM     | 205   | 0,35 |           |
| Sergio Godoy Vargas           | Pueblo Unido                             | ILM     | 247   | 0,43 |           |
| Gladys Neira Cerda            | Pueblo Unido                             | ILM     | 306   | 0,53 |           |
| Minerva Véliz Alucema         | Pueblo Unido                             | ILM     | 930   | 1,60 |           |
| Andrés Barrionuevo Gómez      | Pueblo Unido                             | ILM     | 135   | 0,23 |           |
| Eduardo Guevara Chávez        | Pueblo Unido                             | ILM     | 409   | 0,71 |           |
| Ana Cortés Trigo              | Pueblo Unido                             | ILM     | 129   | 0,22 |           |
| Silvia Echeverría Jiliberto   | Yo Marco por el Cambio                   | PRO     | 302   | 0,52 |           |
| Héctor Poblete Gómez          | Yo Marco por el Cambio                   | PRO     | 340   | 0,59 |           |
| Ricardo Arias Soliz           | Yo Marco por el Cambio                   | ILO     | 302   | 0,52 |           |
| Emanuel Albornoz Farfan       | Yo Marco por el Cambio                   | ILO     | 126   | 0,22 |           |
| Yancarlos Cortés Sepulveda    | Yo Marco por el Cambio                   | ILO     | 243   | 0,42 |           |
| Jorge Martínez Guerra         | Yo Marco por el Cambio                   | ILO     | 117   | 0,20 |           |
| Carlos Mundaca Barrera        | Yo Marco por el Cambio                   | ILO     | 355   | 0,61 |           |
| Eduardo Parraguez Cordova     | Yo Marco por el Cambio                   | ILO     | 607   | 1,05 |           |
| Marjorie Poblete Armijo       | Yo Marco por el Cambio                   | ILO     | 114   | 0,20 |           |
| Carlos Valdés Pérez           | Yo Marco por el Cambio                   | ILO     | 167   | 0,29 |           |
| Hermann Rodríguez Villalobos  | Alternativa Democrática                  | PL      | 173   | 0,30 |           |
| Néstor Farías Rodríguez       | Alternativa Democrática                  | PL      | 93    | 0,16 |           |
| Marcelo Mellado Rojas         | Alternativa Democrática                  | PL      | 172   | 0,30 |           |
| Adela Pizarro Goncalvez       | Alternativa Democrática                  | ILP     | 193   | 0,33 |           |
| Cecilia Leiva Jiménez         | Nueva Mayoría por Chile                  | PPD     | 466   | 0,80 |           |
| Doris Navarro Figueroa        | Nueva Mayoría por Chile                  | ILS     | 2.293 | 3,95 | Concejala |
| Yusef Mustafá Zuleta          | Nueva Mayoría por Chile                  | ILS     | 515   | 0,89 |           |
| Génesis Pizarro Pastene       | Nueva Mayoría por Chile                  | PCCh    | 558   | 0,96 |           |
| Elivia Silva Iriarte          | Nueva Mayoría por Chile                  | PCCh    | 1.248 | 2,15 |           |
| Luzvenia Caballero Piñones    | Nueva Mayoría por Chile                  | PCCh    | 339   | 0,58 |           |
| Sergio Ahumada Maldonado      | Nueva Mayoría por Chile                  | PCCh    | 512   | 0,88 |           |
| Juana Rivera Riquelme         | Nueva Mayoría por Chile                  | ILS     | 455   | 0,78 |           |
| Yasna Zúñiga Arqueros         | Independiente (Fuera de Pacto)           | Ind.    | 2.489 | 4,29 |           |